# Il gioco della musica (album)
Il gioco della musica è un album del cantante ed attore Gianni Meccia. Il brano che prende il titolo dell'omonimo album, essendo anche la prima traccia dove hanno preso parte i Piccoli Cantori di Milano, era la sigla del programma televisivo Un milione al secondo, andato in onda su Rete 4 e condotto da Pippo Baudo.
Tutti i brani sono riconducibili al filone "per bambini" e sono quasi tutti reinterpretazioni di composizioni scritte qualche anno prima per Maria Giovanna Elmi.

## Tracce
Lato A
1. Il gioco della musica (Gianni Meccia-Bruno Zambrini)
2. Bra-bra-bravo (Gian Paolo Donà)
3. Scivolare (Stefano Jurgens-Bruno Zambrini-Gianni Meccia)
4. Dietro quel pallone (Franco Latini-Gianni Meccia-Bruno Zambrini)
5. Dov'è l'America (Romolo Siena-Stefano Jurgens-Bruno Zambrini-Gianni Meccia)

Lato B
1. Lupo di mare (Gianni Meccia-Bruno Zambrini)
2. Barbi (Stefano Jurgens-Gianni Meccia-Bruno Zambrini)
3. Che piacere fa (Stefano Jurgens-Gianni Meccia-Bruno Zambrini)
4. Mai più cattivi pensieri! (Stefano Jurgens-Gianni Meccia-Bruno Zambrini)